# Dominic A. Antonelli
Dominic Anthony "Tony" Antonelli (* 23. August 1967 in Detroit) ist ein ehemaliger US-amerikanischer Astronaut.
Er wurde in Detroit geboren und wuchs in Indiana und North Carolina auf. Er ist verheiratet und hat zwei Kinder. Er absolvierte die Douglas Byrd High School BS, das Massachusetts Institute of Technology und die University of Washington.

## Militärische Laufbahn
Antonelli diente als Naval Aviator und Landing Signal Officer an Bord des Flugzeugträgers Nimitz und flog mit F/A-18C zur Unterstützung der Operation Southern Watch.
Antonelli hat über 3200 Stunden in 41 verschiedenen Arten von Flugzeugen verbracht und landete 273 mal auf einem Flugzeugträger. Er ist Absolvent der United States Air Force Test Pilot School.

## NASA-Karriere
Im Juli 2000 wurde er von der NASA zum Astronautenkandidaten ausgewählt. Antonelli diente in verschiedenen technischen Aufgaben bis zu seiner Zuordnung zu einer Mission. Am 19. Oktober 2007 gab die NASA bekannt, dass er Pilot der Mission STS-119 sein wird. Bei dieser Space-Shuttle-Mission wurde das letzte Solarzellenelement der ISS ins All gebracht. Der Start erfolgte am 15. März 2009. Die STS-119-Mission ging am 28. März 2009 mit der Landung am Kennedy Space Center in Florida erfolgreich zu Ende.
Zu seinem zweiten Raumflug startete Antonelli am 14. Mai 2010 als Pilot der Raumfähre Atlantis bei der Mission STS-132. Die Landung erfolgte am 26. Mai 2010.
Antonelli verließ die NASA am 10. Juli 2015.

## Privates
Antonelli ist verheiratet und hat zwei Kinder.